# Fabien Canu
Fabien Canu (Saint-Valery-en-Caux, 23 de abril de 1960) es un deportista francés que compitió en judo. Ganó cuatro medallas en el Campeonato Mundial de Judo entre los años 1983 y 1989, y cinco medallas en el Campeonato Europeo de Judo entre los años 1986 y 1990.
Participó en los Juegos Olímpicos de Los Ángeles 1984 y Seúl 1988, donde finalizó quinto en la categoría de –86 kg, en ambas ediciones.

## Palmarés internacional
| Campeonato Mundial | Campeonato Mundial    | Campeonato Mundial | Campeonato Mundial |
| Año                | Lugar                 | Medalla            | Categoría          |
| ------------------ | --------------------- | ------------------ | ------------------ |
| 1983               | Moscú ( URSS)         | Medalla de plata   | –86 kg             |
| 1985               | Seúl (Corea del Sur)  | Medalla de bronce  | –86 kg             |
| 1987               | Essen (RFA)           | Medalla de oro     | –86 kg             |
| 1989               | Belgrado (Yugoslavia) | Medalla de oro     | –86 kg             |
| Campeonato Europeo |                       |                    |                    |
| Año                | Lugar                 | Medalla            | Categoría          |
| 1986               | Belgrado (Yugoslavia) | Medalla de bronce  | –86 kg             |
| 1987               | París (Francia)       | Medalla de oro     | –86 kg             |
| 1988               | Pamplona (España)     | Medalla de oro     | –86 kg             |
| 1989               | Helsinki (Finlandia)  | Medalla de oro     | –86 kg             |
| 1990               | Fráncfort (RFA)       | Medalla de bronce  | –86 kg             |